# هو غي
هو غي (بالصينية: 胡歌) هو مغني وممثل صيني، ولد في 20 سبتمبر 1982 في شانغهاي في الصين.

## أعمال

### أفلام
- (2011) 1911[7]

## وصلات خارجية
- الموقع الرسمي
- هو غي على موقع IMDb (الإنجليزية)
- هو غي على موقع ميوزك برينز (الإنجليزية)
- هو غي على موقع قاعدة بيانات الفيلم (الإنجليزية)